# Virure
Pour les articles homonymes, voir Falque.

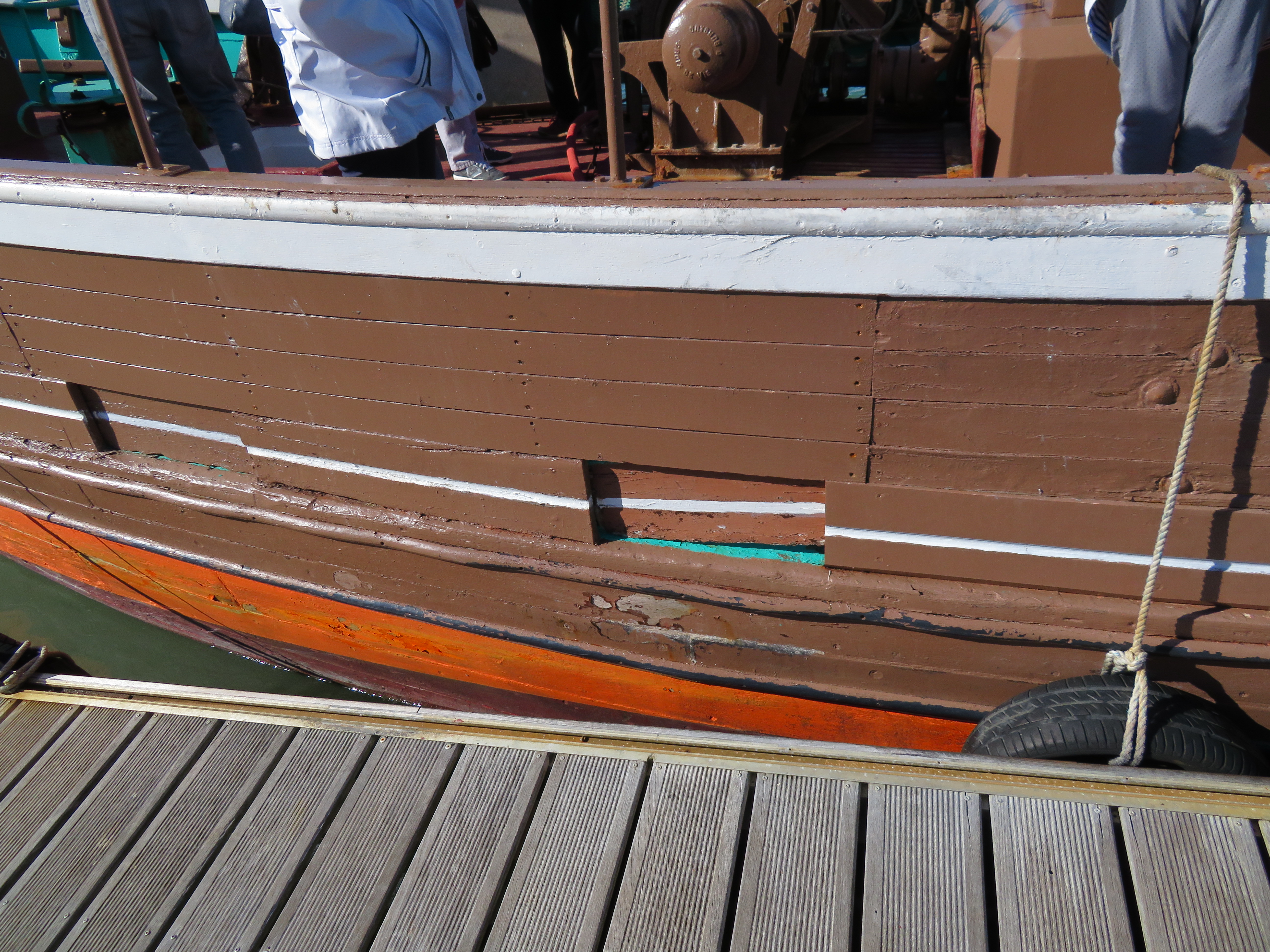
Virure du Kifanlo

En architecture navale, une virure (ou falque en Corse et à Nice) est une suite de bordages mis bout à bout dans le sens de la longueur du navire.

## Typologie
On distingue certaines virures particulières de par leur position :
- dans les fonds :
  - La virure de galbord ou de gabord est la première, celle qui fait jointure avec la quille.
  - La virure de bouchain est située dans la partie arrondie qui relie le bordé de muraille et le bordé des fonds du navire. C'est en général sur cette virure qu'est fixée la quille de roulis.

- dans les murailles :
  - La virure de carreau est placée au niveau du pont supérieur ou d'un pont de superstructure.

- sur les ponts :
  - La virure axiale est dans l'axe du navire.
  - La virure de gouttière, la dernière, relie le pont à la muraille.